# Bernt Hagtvet
Bernt Hagtvet est un politologue norvégien, professeur émérite de sciences politiques à l'université d'Oslo, né le 5 mars 1946 à Oslo. 

## Biographie
Bernt Hagtvet fait ses études à l'université Yale où il obtient un master d'études internationales en 1972 et un doctorat de science politique en 1974. Il fait un post-doc à Nuffield College, Oxford en 1975-1976. Il commence sa carrière d'enseignant au collège de Lillehammer, puis enseigne à l'université de Bergen. De 1983 à 1987, il est directeur de recherche à l'Institut Chr. Michelsen (no). En 1994, il est nommé professeur de science politique à l'université d'Oslo.
Ses domaines de recherche incluent la politique européenne, les mouvements extrémistes et les droits de l'homme.
Il est membre de l'Académie norvégienne des sciences et des lettres. Il est un des fondateurs et membres du conseil d'administration de la Human Rights House Foundation, et est président du conseil d'administration.
Il est marié à l'historienne Guri Hjeltnes (en).

## Publications
- (no) (dir.) Venstreekstremisme - ideer og bevegelser, avec Øystein Sørensen (no) et Nik Brandal (no), 2013,  (ISBN 9788282650700)
- (no) Ideologienes århundre : en personlig vandring i det 20. århundrets politiske idéhistoire, 2010,  (ISBN 978-82-8265-004-5)
- (no) Folkemordenes svarte bok, (éd.), Oslo, Universitetsforlaget, 2008  (ISBN 978-82-15-01308-4)
- (no) Hvor gjerne vilde jeg have været i Deres sted- : Bjørnstjerne Bjørnson, de intellektuelle og Dreyfus-saken, Oslo, Forum Aschehoug, 1998,  (ISBN 82-03-29091-4)
- (no) Den norske nasjonalsosialismen: Nasjonal Samling 1933-1945 i tekst og bilder, avec Hans Fredrik Dahl et Guri Hjeltnes), Oslo, Pax, 3e édition, 1995,  (ISBN 82-530-1487-2)
- (no) (dir.) Politikk mellom økonomi og kultur: Stein Rokkan som politisk sosiolog og forskningsinspirator, Oslo, Ad Notam Gyldendal, 1992,  (ISBN 82-417-0124-1)
- (no) (dir.) Menneskerettighetene som forskningstema og politisk utfordring: internasjonale perspektiver, Oslo, Ad Notam, 1988,  (ISBN 82-417-0000-8)
- (no) (dir.) Who were the fascists: social roots of European fascism, avec Stein Ugelvik Larsen et Jan Petter Myklebust, Bergen, Universitetsforlaget, 1980